# Luigi Bressan

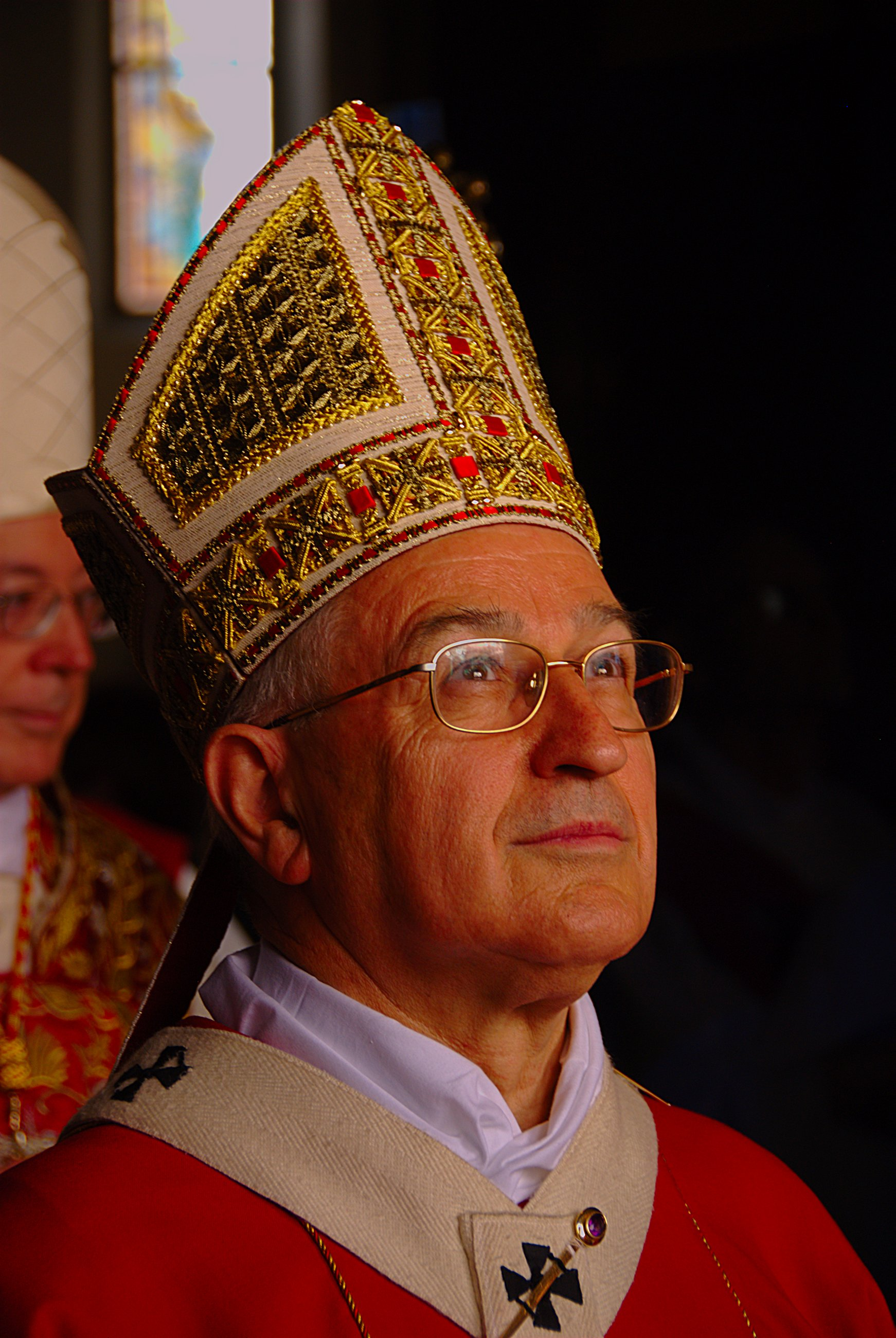
Erzbischof Luigi Bressan (2007)

Erzbischofswappen

Luigi Bressan (* 9. Februar 1940 in Sarche, Calavino) ist ein italienischer Geistlicher und emeritierter römisch-katholischer Erzbischof von Trient.

## Leben
Bressan besuchte das Priesterseminar in Trient. Am 28. Juni 1964 spendete ihm der Erzbischof von Trient, Alessandro Maria Gottardi, die Priesterweihe. Danach arbeitete er für kurze Zeit als Vikar in seiner Diözese. Anschließend setzte er seine Studien an der Päpstlichen Universität Gregoriana fort, die er 1971 mit der Laurea in Kanonischen Recht abschloss. Im gleichen Jahr machte er sein Diplom an der Päpstlichen Diplomatenakademie.
In der Folge trat er in den Diplomatischen Dienst des Heiligen Stuhls ein und der Papst ernannte ihn 1983 zum Sondergesandten beim Europarat in Straßburg. 
Papst Johannes Paul II. ernannte ihn am 3. April 1989 zum Titularerzbischof pro hac vice von Severiana und Apostolischen Pro-Nuntius in Pakistan. Der Kardinalstaatssekretär und Kardinalpräfekt der Güterverwaltung des Apostolischen Stuhls, Agostino Casaroli, spendete ihm am 18. Juni desselben Jahres die Bischofsweihe; Mitkonsekratoren waren José Tomás Sánchez, Sekretär der Kongregation für die Evangelisierung der Völker, und Giovanni Maria Sartori, Erzbischof von Trient. Als Wahlspruch wählte er Servire.
Am 26. Juli 1993 wurde er zum Apostolischen Nuntius in Singapur und Thailand und Apostolischen Delegat in Malaysia, Laos und Myanmar ernannt. Am 16. Juli 1994 wurde er zusätzlich zum Apostolischen Nuntius in Kambodscha ernannt. Am 25. März 1999 wurde er zum Erzbischof von Trient ernannt und am 30. Mai desselben Jahres in das Amt eingeführt.
Am 10. Februar 2016 nahm Papst Franziskus seinen altersbedingten Rücktritt an.

## Veröffentlichungen
- Celestino Endrici contro il Reich. Gli archivi svelano. Bozen, Athesia Verlag 2019, ISBN 978-88-6839-359-5.